# OKB-1 EF 132
OKB-1 EF 132 war das Projekt eines sechsstrahligen, strategischen Bombenflugzeugs, das gegen Ende des Zweiten Weltkriegs bei Junkers in Dessau begonnen und nach Kriegsende unter sowjetischer Aufsicht fortgeführt, aber letztendlich nicht verwirklicht wurde.

## Vorgeschichte
Die ersten Entwürfe entstanden 1945 kurze Zeit vor dem Kriegsende in Europa, befanden sich aber noch im Reißbrettstadium, als US-amerikanische Truppen das Junkers-Stammwerk in Dessau besetzten. Anfang Juli 1945 wurde die Stadt unter sowjetische Kontrolle gestellt und sowjetische Fachkräfte begannen in den Produktionsstätten umgehend mit der Suche nach Plänen über fortschrittliche deutsche Flugzeugtechnik. Da die meisten Unterlagen der US-Armee in die Hände gefallen waren, wurden einige der letzten Projekte der Junkerschen Versuchsabteilung daher von deren letzten Leiter Brunolf Baade rekonstruiert, darunter auch das der EF 132. Dieses stieß bei der sowjetischen Seite auf großes Interesse, da der Sowjetunion, am Beginn des Atomzeitalters und des Kalten Krieges mit den Westmächten stehend, kein geeignetes Bombenflugzeug für große Entfernungen zur Verfügung stand, denn der einzige vorhandene Typ, die Pe-8, war ein Vorkriegsentwurf und hoffnungslos veraltet, während das erste atomwaffenfähige Muster, die auf der US-amerikanischen B-29 basierende Tu-4, sich noch in der Entwicklung befand, von strahlgetriebenen Fernbombern ganz zu schweigen. Die projektierten Leistungen des Entwurfs mit 90.000 kg Startmasse bei einer Höchstgeschwindigkeit von 950 km/h und fast 4.000 km Reichweite trugen ebenso dazu bei, an der Entwicklung festzuhalten. Die Entwurfsabteilung des Junkers-Werks wurde deshalb auf Anweisung des Ministeriums für Luftfahrtindustrie der UdSSR (MAP) mit den noch vorhandenen deutschen Fachkräften als „Besonderes Technisches Büro“ (Ossoboje technitscheskoje bjuro, OTB) wieder in Betrieb genommen und Brunolf Baade zu dessen Chefkonstrukteur ernannt. Neben dem EF 132 erhielten noch die Fortführung der Arbeiten am Bomber EF 131 und am Schlachtflugzeug EF 126 oberste Priorität.

## Entwicklung
Das MAP gab Baade am 19. April 1946 die Anweisung, die Planungsphase bis zum Dezember des Jahres abzuschließen und im Folgejahr mit dem Bau von Attrappen in Originalgröße und Prototypen zu beginnen. Nach einigen Untersuchungen und Berechnungen kamen die Konstrukteure von der Verwendung negativ gepfeilter Tragflächen ähnlich der der EF 131 ab und entschieden sich für Tragflächen mit 35 bis 37° positiver Pfeilung in Schulterdeckeranordnung. Für die Besatzung war eine Druckkabine im Bug vorgesehen, dahinter sollten im Rumpf die Bombenschächte und Kraftstofftanks untergebracht werden. Als Abwehrbewaffnung sollten drei mit Zwillingskanonen versehene, ferngesteuerte Waffenstände im Heck und in Rumpfober- und -unterseite in etwa gleicher Höhe dicht hinter der Kabine dienen. Um die geforderten 4.000 km Reichweite zu erreichen, sollte die EF 132 unter Einsatzbedingungen auf mindestens 8.000 m Höhe steigen und kraftstoffsparend den Flug in bis zu 13.4000 m Höhe durchführen. Als Antrieb plante die Baade-Gruppe insgesamt sechs Jumo-012-Triebwerke, die zu je drei Stück pro Seite nebeneinander in den über einen Meter dicken Flügelwurzeln ihren Platz finden sollten. Zur Unterstützung des Startvorganges waren zwei Hilfsraketen mit je 50 kN Schub vorgesehen. Zur Verringerung des Bodendrucks sollten neben dem einziehbaren Bugradfahrwerk abwerfbare Zusatzräder beitragen.
Im Oktober 1946 waren die Konstruktionspläne weitgehend erstellt und der Bau eines 1:1-Modells begonnen worden, als die Konstrukteure im Rahmen der Aktion Ossawakim mitsamt ihren Angehörigen zur Weiterführung ihrer Arbeit nach Podberesje in der Sowjetunion deportiert wurden. Ob mit der Produktion einer Zelle begonnen wurde, entweder im Sommer davor noch in Dessau oder erst nach der Zwangsumsiedlung, lässt sich nicht mit Sicherheit sagen. Das MAP jedenfalls gab die Anweisung, bis zum September 1948 eine Originalattrappe und zwei Prototypen fertigzustellen, was einige Bauvorbereitungen nach sich zog. 1947 wurde jedoch bestimmt, statt des sich erfolgreich in der Entwicklung befindlichen Triebwerks Jumo 012 nun als Antrieb das sowjetische AM TKRD-01 von Alexander Mikulin zu verwenden, wie es auch schon beim EF 131 und dessen Nachfolger EF 140 zum Einsatz kam. Damit wurde klar, dass das EF 132, wie die beiden anderen Typen auch, nicht zur Serienreife entwickelt werden, sondern nur noch als Experimentalflugzeug dienen sollte, was ein schwindendes Interesse der sowjetischen Führung am Programm signalisierte. Gleichzeitig bedeutete die Umkonstruktion der Tragflächen zur Unterbringung des im Vergleich zum Jumo 012 kleineren und schlankeren AM TKRD-01 einen unnötigen Zeitverlust. Hinzu kamen Engpässe bei der Lieferung von Ausrüstung und Teilen von Fahrwerk und Waffenanlage, was den angesetzten Termin zur Fertigstellung illusorisch werden ließ. Im Juni 1948 wurde schließlich zusammen mit der Einstellung des EF-131-Programms das Ende der Arbeiten am EF 132 angeordnet. Die Platzierung der Triebwerke in der Flächenwurzel und andere Merkmale hingegen fanden Eingang in die Konstruktionen der Tu-16 und der M-4.

## Technische Daten
| Kenngröße             | Daten                                                      | Daten                                                      |
| --------------------- | ---------------------------------------------------------- | ---------------------------------------------------------- |
| Besatzung             | 5                                                          | 5                                                          |
| Spannweite            | 36,40 m                                                    | 34,40 m                                                    |
| Länge                 | 38,86 m                                                    | 39,4 m                                                     |
| Höhe                  |                                                            | 8,00 m                                                     |
| Flügelfläche          | 240,0 m²                                                   |                                                            |
| Flügelstreckung       | 5,5                                                        |                                                            |
| Rüstmasse             | 41.850 kg                                                  |                                                            |
| Kraftstoffmasse       |                                                            | 40.900 kg                                                  |
| Startmasse            | 90.100 kg                                                  | 87.500 kg                                                  |
| Antrieb               | sechs Strahltriebwerke Jumo 012 mit je 29,43 kN (3.000 kp) | sechs Strahltriebwerke Jumo 012 mit je 29,43 kN (3.000 kp) |
| spez. Verbrauch       | 132 kg/kNh                                                 |                                                            |
| Höchstgeschwindigkeit | 950 km/h                                                   | 950 km/h                                                   |
| Marschgeschwindigkeit | 850 km/h                                                   |                                                            |
| Landegeschwindigkeit  | 170 km/h                                                   | 170 km/h                                                   |
| Gipfelhöhe            | 9.750 m + 32 %                                             | 11.400 m                                                   |
| max. Reichweite       | 3.900 km                                                   | 3.900 km                                                   |
| Bewaffnung            | drei Zwillings-MK                                          | vier 15-mm-?                                               |
| Bombenlast            |                                                            | 4.000 kg                                                   |